# 休·蓋茨克
休·蓋茨克（英語：Hugh Gaitskell；1906年4月9日—1963年1月18日），英國政治家，曾任工黨领袖、財政大臣。工党领袖任内，曾提出修改英国工党第四项条款。
1963年1月18日，他因患上紅斑性狼瘡  而與世長辭。
他的政治思想被称为盖茨克尔主义。